# Resolutie 741 Veiligheidsraad Verenigde Naties
Resolutie 741 van de Veiligheidsraad van de Verenigde Naties werd op 7 februari 1992 aangenomen zonder stemming, en beval Turkmenistan aan voor VN-lidmaatschap.

## Inhoud
De Veiligheidsraad bestudeerde de aanvraag voor lidmaatschap van de VN van de Republiek Turkmenistan. De Algemene Vergadering werd aanbevolen om aan Turkmenistan het VN-lidmaatschap toe te kennen.

## Verwante resoluties
- Resolutie 738 Veiligheidsraad Verenigde Naties (Tadzjikistan)
- Resolutie 739 Veiligheidsraad Verenigde Naties (Moldavië)
- Resolutie 742 Veiligheidsraad Verenigde Naties (Azerbeidzjan)
- Resolutie 744 Veiligheidsraad Verenigde Naties (San Marino)